# 정태현 (천문학자)
정태현은 한국천문연구원 선임연구원이며 과학기술연합대학원대학교 교수이다. 한국천문연구원 저나 천문도는 한국우주전파망원경(KVN) 그룹장으로 활동하고 있다.
국제블랙홀연구협력집단인 이벤트호라이즌망원경(EHT Event Horizon Telescope 사건지평선망원경) 연구팀의 연구진으로 참여하였으며 2019년 4월 11일 서울에서 열린 기자회견을 통해 얼굴이 알려졌다. 이 회견에서 “(누구나 궁금해하는데 문제에 해답을 줬다는 의미에서) 노벨상을 받을 만 하다고 생각한다” 고 말했다. 이 연구팀은 과학사상 최초로 처녀자리은하단 중심의 M87 초대질량 블랙홀 영상을 공개했다. 